# Église Notre-Dame-de-l'Assomption d'Azet
L'église Notre-Dame de l'Assomption d'Azet est une église catholique du XIe siècle située à Azet, dans le département français des Hautes-Pyrénées en France.

## Localisation
L'église Notre-Dame-de-l'Assomption, est située dans l'enceinte du cimetière au centre du village, au bord de la route du col d'Azet.

## Historique
Jusqu'à la Révolution , elle était le siège d'un archiprêtre, ce qui peut expliquer la taille imposante de cet édifice.
À l'emplacement actuel de l'église se trouvait probablement un ensemble architectural (église, château et tour de guet)  destiné à défendre le village et le passage entre la vallée d'Aure et la vallée du Louron par le col d'Azet.
L'édifice est inscrit au titre des monuments historiques le 6 décembre 1995.

## Architecture
L'église est divise en trois vaisseaux : une nef en berceau brisé prolongée par une abside semi-circulaire voûtée en cul-de-four et deux collatéraux dotés de fausse voûtes en demi-berceau et  prolongés par des absidioles.
L'édifice est composé d'une nef unique prolongé par une abside semi-circulaire  percée d'un portail d'entrée dans le mur sud. De cette époque subsistent  l'abside, le portail sud et le clocher avec ses baies géminées.
Les collatéraux ont été construits ultérieurement, probablement avant l'aménagement intérieur de l'église au XVIIe siècle. À l'extérieur le clocher-tour a été rehaussé d'un étage et couronne d'une flèche au XIXe siècle.
À l'intérieur, le maître autel est orné d'un tabernacle daté fin du XVIIe siècle ou début XVIIIe siècle surmonté d'une statue de la Vierge à l'enfant médiévale.

## Galerie

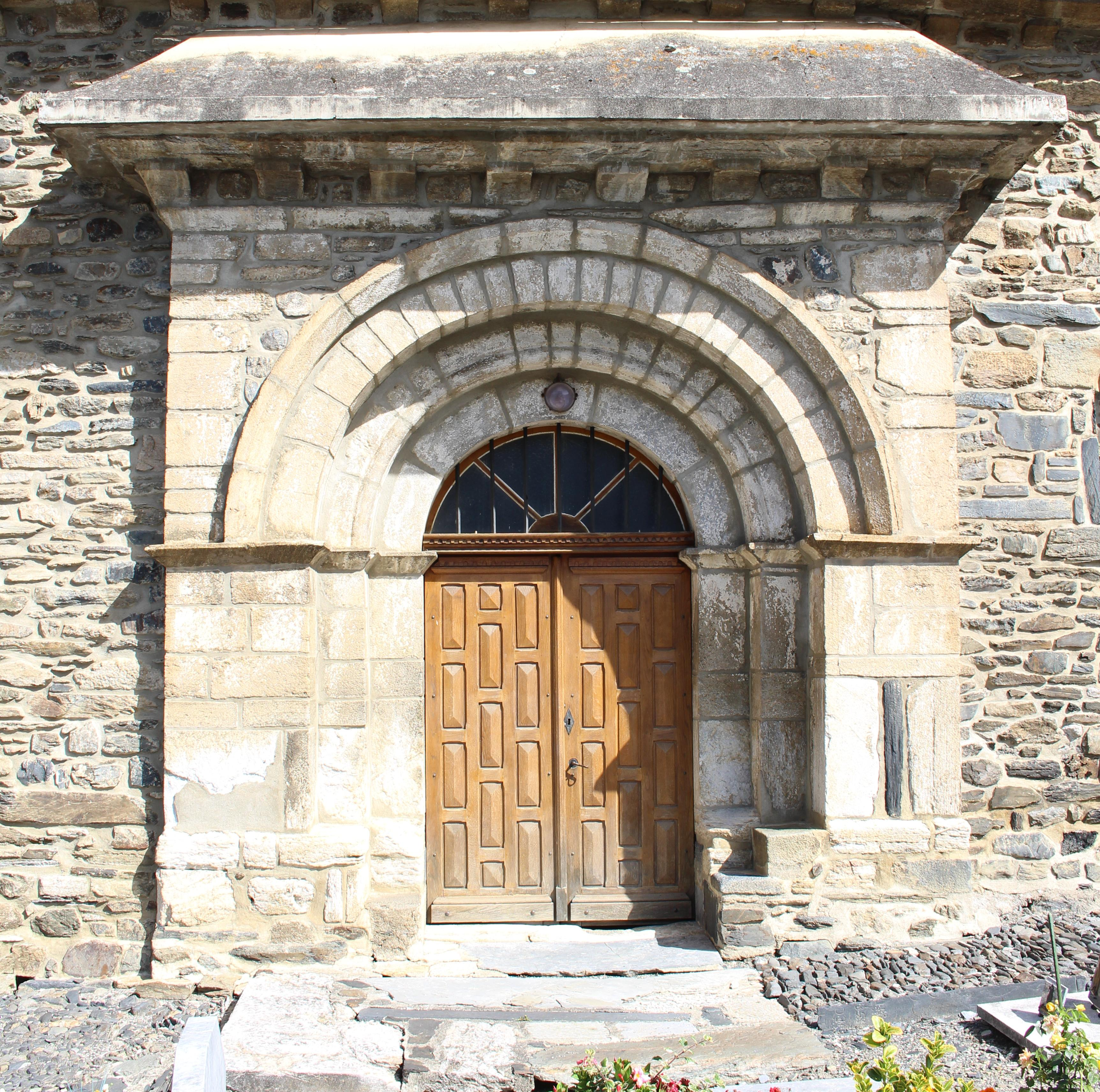
Porte sud.
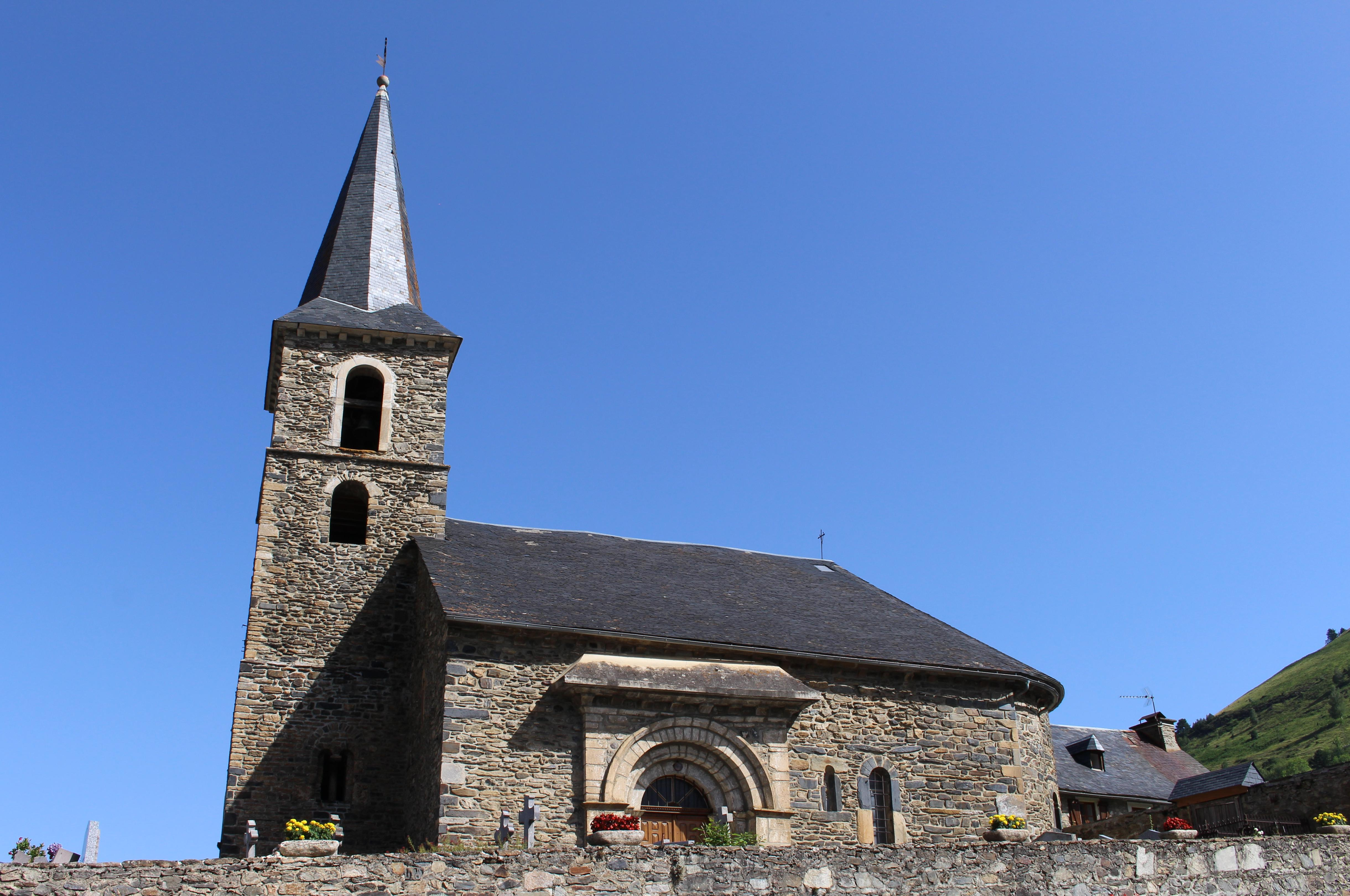
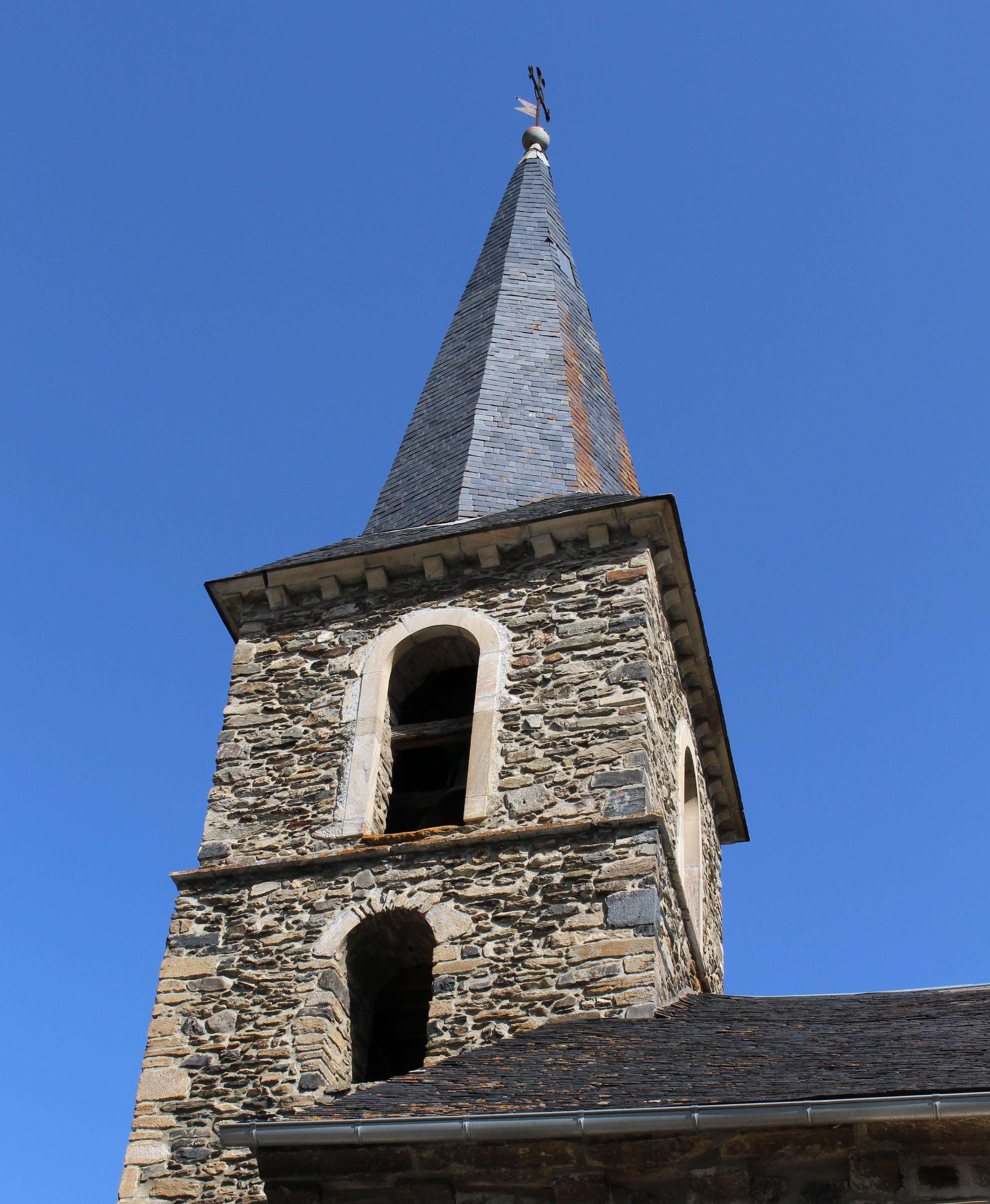
Clocher.
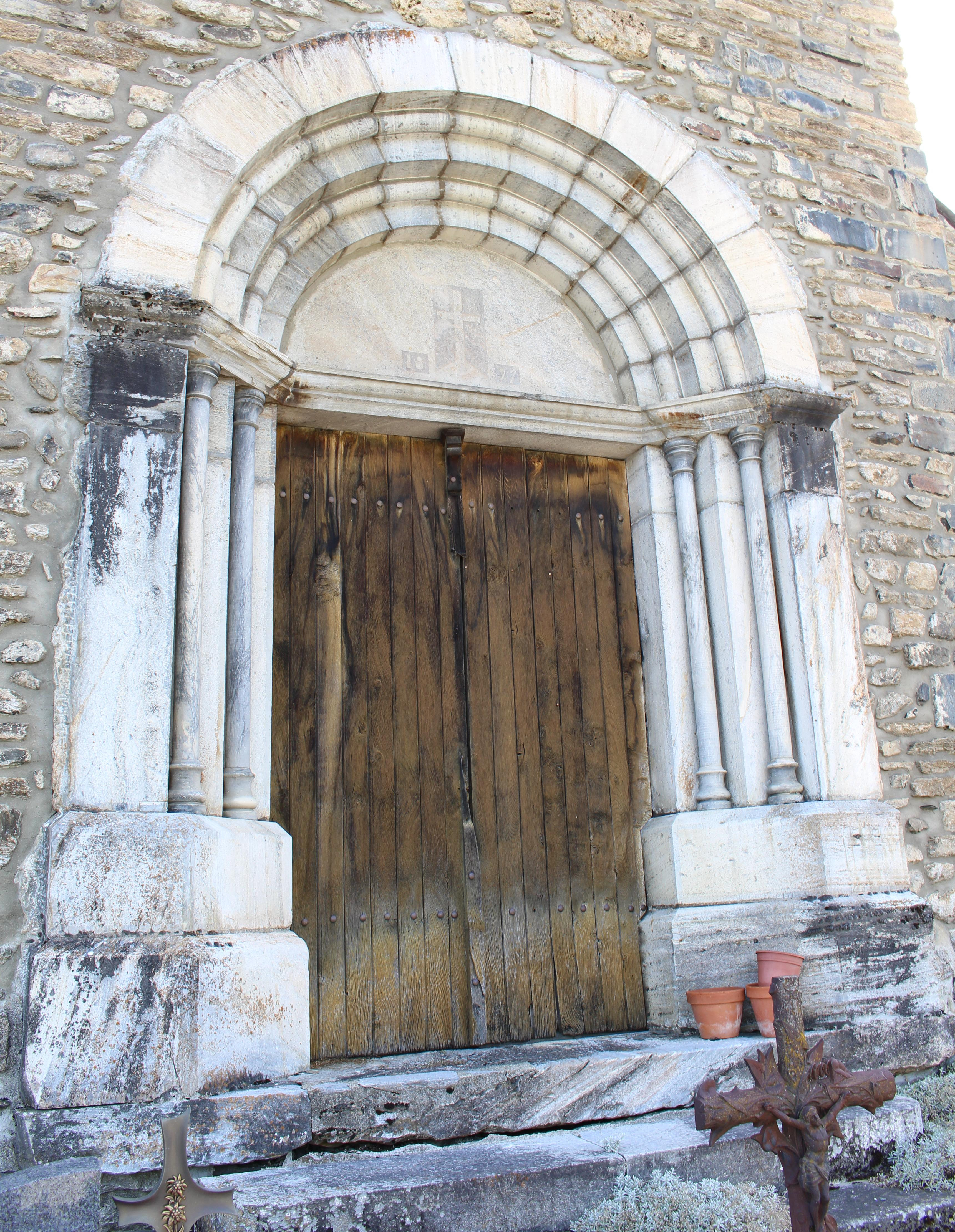
Porte ouest.C